# Fluitconcert (Chatsjatoerjan)
Aram Chatsjatoerjan componeerde zijn Fluitconcert rond 1968.

## Concert
Op 16 november 1940 ging het Vioolconcert van Chatsjatoerjan in première door violist David Oistrach aan wie het is opgedragen. Toen in 1967/1968 de fluitist Jean-Pierre Rampal hem om een fluitconcert vroeg, was de componist bezig met het ballet Gayaneh, zo veel tijd had hij er niet voor. Chatstjatoerjan zag wel de mogelijkheid dat Vioolconcert om de bouwen tot een Concerto voor fluit en orkest, maar dan meest door Rampal zelf. Veel hoefde er niet aan gewijzigd te worden, Rampal kon de meeste muziek één op één over nemen (hier en daar een octaaf hoger gestemd) maar paste het aan aan de mogelijkheden en sfeer van de dwarsfluit. Hij schreef wel een nieuwe “eigen” cadenza bij. Deze cadenza is overigens afwijkend geplaatst midden in deel 1. Chatsjatoerian en Rampal hielden de muziek binnen het romantisch idioom en hielden ook de standaard driedelige opzet (snel-langzaam-snel) in tact:
1. Allegro con fermezza
2. Andante sostenuto
3. Allegro vivace

Het is een afwisseling van prettig in het gehoor liggende melodielijnen, technische passages en enigszins Oosters aandoende orkestklanken. Zoals gebruikelijk binnen de opzet van een concerto komen motieven door het gehele werk terug.
Niet iedereen kon de transcripties waarderen, zij zien liever niet dat werken oorspronkelijk geschreven voor andere muziekinstrumenten getranscribeerd worden naar andere in dit geval de dwarsfluit.

## Orkestratie
- 3 dwarsfluiten (III ook piccolo), 3 hobo's (III ook althobo), 2 klarinetten, 2 fagotten
- 4 hoorns, 3 trompetten, 3 trombones, 1 tuba
- pauken, percussie, harp
- violen, altviolen, celli, contrabassen

Een ander arrangement voor fluit en orkest kwam in 1983 van Karl-Bernhard Sebon, die dezelfde orkestratie heeft. De oorspronkelijke componist was toen al overleden.

## Discografie
Het werk mag zich verheugen in opnamen van gerenommeerde fluitisten:
- Jean-Pierre Rampal met Frans Nationaal Radio-orkest onder leiding van Jean Martinon voor Erato
- James Galway met Royal Philharmonic Orchestra onder leiding van Myung Whun Chung voor RCA Victor
- Emmanuel Pahud (Rampalversie) met Tonhalle Orchester Zürich onder leiding van David Zinman (opname oktober 2002)
- Sharon Bezaly (Rampalversie) met Symfonieorkest van Sao Paulo onder leiding van Enrique Arturo Diernecke (opname februari 2010 voor Bis Records)
- Wissan Boustany met Nationaal Symfonieorkest van Oekraïne onder leiding van Volodymyr Sirenko voor Nimbus Records)
- Jennifer Stinton met Philharmonia Orchestra onder leiding van Steuart Bedford (opnamen november 1992 voor Collins Classics, niet meer beschikbaar)
- Patrick Gallois met Philharmonia Orchestra onder leiding van Ion Martin (opname circa 1992 voor Deutsche Grammophon)